# Museo archeologico provinciale Francesco Ribezzo
Il Museo archeologico provinciale "Francesco Ribezzo" si trova a Brindisi, in piazza Duomo.
Il museo prende il nome dall'omonimo archeologo e glottologo illustre (1875-1952). Dispone di numerosi e ampi locali nei quali conserva vasi attici di notevole interesse e i famosi Bronzi di Punta del Serrone.

## Storia
La prima sede del Museo Civico fu a metà Ottocento la chiesa di San Giovanni al Sepolcro per iniziativa del canonico Giovanni Tarantini: divenuta presto inadeguata, si decise ad opera dell'Amministrazione Provinciale di recuperare gli spazi lasciati dal vecchio ospedale adiacente al duomo per destinarli a sede del Museo (ma anche della Biblioteca provinciale e del Provveditorato).
Brindisi, staccatasi dal territorio della provincia madre, Lecce, nel 1927, «sentì presto (...) il bisogno della doverosa tutela del suo patrimonio archeologico con la necessità della formazione, tra l'altro di una pubblica raccolta» che potesse recuperare materiali esistenti in raccolte private o quelli frutto di scavi occasionali. «La delibera del 23 marzo 1956 dell'Amministrazione provinciale» unitamente ai fondi stanziati hanno pertanto permesso di porre le basi per realizzare l'obiettivo. già per altro votato al IV Congresso della Società di Storia Patria tenutosi a Brindisi nell'anno 1954 cui si è aggiunta la collaborazione degli archeologi Ciro Drago, Pietro Romanelli, Massimo Pallottino, Attilio Degrassi.
Nel corso dei lavori, furono effettuati interessanti ritrovamenti nel sottosuolo. Il nuovo museo fu aperto al pubblico nel 1958 e vi confluirono, oltre alla collezione civica, le numerose antichità che affioravano nel corso degli interventi edilizi nel centro storico e nei paesi della Provincia. Nel 1992 si è arricchito dei ritrovamenti subacquei di Punta del Serrone, consistenti in belle statue bronzee in frammenti. Nel frattempo, resisi liberi gli spazi già destinati ad uffici, il Museo ha potuto trovare nuove sale e spazi per esposizioni.

## Struttura del museo

### Esterno
Il cosiddetto portico dei cavalieri Templari, completato con un tratto d'imitazione moderna (1954), funge da ingresso al Museo. Sotto il portico trovano posto una serie di ceppi d'ancora in bronzo, sculture, stele onorarie municipali, sarcofagi ed elementi architettonici dei quali è nota la provenienza, ma non il contesto. Di grande interesse sono alcuni resti medievali, tra cui un interessante capitello di fattura altomedievale con figure danzanti, forse trasformato in vera da pozzo (IX-XI secolo); capitelli e semicapitelli figurati provenienti dalla distrutta chiesa di Sant'Andrea dell'Isola (XI secolo) e dal Duomo (XII secolo); frammenti di archivolti da chiese medievale della città; inoltre, nel portichetto medievale, un sarcofago bizantino con croci greche. Al di là del portico si apre un cortiletto, nel quale sono esposte are marmoree, iscrizioni funerarie ed elementi architettonici.

### Piano terra - Sala Marzano
Al pianterreno si apre un'ampia sala dedicata alle collezioni storiche della Sezione antiquaria. Nelle vetrine il materiale archeologico, in gran parte di provenienza brindisina, è esposto per classi di materiali: ceramiche, bronzetti, terrecotte votive, antefisse, lucerne, vetri, monete.
Notevoli i vasi a trozzella, tipici della regione messapica (VII-II secolo a.C.) e alcuni vasi attici, vasi italioti, vasi dello stile di Gnathia, crateri apuli a figure rosse del IV secolo a.C. con scene dionisiache.

### Piano Sotterraneo - Epigrafica e statuaria
L'esposizione conserva inalterato l'allestimento del 1954-58.
Alle pareti, numerose iscrizioni romane sia onorarie che funerarie, e alcune messapiche, greche ed ebraiche, da Brindisi e dalla provincia. Tra queste notevole un'epigrafe rinvenuta in località Tor Pisana nel 1870 circa, per una fanciulla morta diciassettenne nell'anno 832 che recita:
(Epigrafe in ebraico - IX secolo)
Al centro della sala, varie statue, alcune delle quali assai pregevoli benché acefale: tre torsi di statue loricate romane, con le corazze ornate dalla testa di Medusa e da Vittorie alate che incoronano un trofeo; frammento di statua muliebre in corta tunica (Diana cacciatrice); una figura femminile ammantata; statua muliebre seduta, di arte greca, e statua muliebre acefala, di arte ellenistica, di Vittoria o Musa.

### I e II Piano

#### Dalla Preistoria ai Messapi
La sezione Preistorica raccoglie materiale archeologico che illustra i risultati di varie campagne di scavo effettuate a Brindisi e nel territorio della provincia.
Ricca collezione di vasi a trozzella messapici, con varie decorazioni geometriche e fitomorfe (generalmente del IV-III secolo); suppellettile di tombe, con vasi dello stile di Gnathia e a trozzella, da Ceglie Messapico (IV-III secolo a.C.); trozzelle e crateri dello stile di Gnathia, da Valesio; materiale vario da Egnazia, Carovigno e Oria. Da Brindisi provengono, tra l'altro belli esemplari di vasi a figure rosse: un bel cratere a colonnette attico del Pittore di Efesto (V secolo a.C.) con Corteo dionisiaco presso un'ara e, nel rovescio, personaggi ammantati; un altro cratere attico con Trittolemo sul carro alato tra Demetra e Kore del Pittore di Polignoto (V secolo a.C.); kylix attica con Satiro avanti a Menade, interpretato come Scena di ipnotismo (V secolo a.C.); cratere a campana con Atena tra Ercole e Ermes del Pittore di Ermes (IV secolo a.C.); oinochoe apula con Scena nuziale del Pittore dell'Iliupersis (IV secolo a.C.); due crateri apuli con Scene di satiri del Pittore del Tirso (fine del IV secolo a.C.).
Inoltre, laminetta aurea con iscrizione greca (V secolo a.C.); aryballoi protocorinzi figurati (VII secolo a.C.) che attestano i rapporti commerciali antichissimi di questo porto con scali orientali.

#### Brindisi romana
Contiene statuine fittili e antefisse, di provenienza tarantina, della collezione Gorga (deposito dello Stato al Museo) e una piccola raccolta di monete greche e romane. Inoltre, sul pilastro a d. dell'ingresso, grande disco fittile di età romana con Eros su quadriga e simboli zodiacali. Su pilastrini marmorei, urne di alabastro e di marmo, bella testa di divinità femminile di età romana. Nel corridoio busto di Pan (I secolo d.C.), busto di Minerva (età adrianea), un simulacro di Ecate trimorfa e un bassorilievo con scena di sacrificio.
Bellissima statua acefala di Clodia Anthianilla, letterata brindisina (II secolo), già nel foro di Brindisi e relativa base iscritta con lungo elogio funebre della stessa.
Sculture di età imperiale, tra cui un bel frammento in marmo di età adrianea con Diana cacciatrice.
Due grandi capitelli compositi in pietra locale con teste di divinità provenienti dagli scavi di piazza Duomo (fine del I secolo a.C.).
Grande mosaico pavimentale romano con la rappresentazione del Labirinto; nel quadrato centrale, la lotta tra Teseo e il Minotauro.

### Sala Benita Sciarra - Archeologia subacquea
In questa sezione del Museo, dedicata all'archeologia subacquea del territorio, si trovano esposte anche numerose anfore recuperate in tempi diversi lungo il litorale brindisino, ceppi di ancore in pietra e metallo.
La scoperta dei Bronzi di Punta del Serrone si deve ad una occasionale immersione il 19 luglio del 1992, quando nello specchio d'acqua antistante Punta del Serrone, due miglia a nord dell'imboccatura del porto di Brindisi, fu rinvenuto un piede bronzeo a circa 400 metri dalla riva e a 16 metri di profondità. Già nel 1972 un altro magnifico piede di bronzo appartenente a statua di età imperiale o bizantina di dimensioni ragguardevoli era stato recuperato in quello stesso tratto di mare e consegnato al Museo.
Le prospezioni subacquee effettuate nell'agosto 1992 permisero di recuperare, in un'area di circa 300 m2, duecento frammenti bronzei di varia tipologia e dimensione che furono depositati presso il Museo provinciale di Brindisi. I materiali recuperati a Punta del Serrone, eterogenei dal punto di vista cronologico, dovevano sicuramente costituire il ricco carico di una imbarcazione: un carico di sculture smembrate già al momento dell'imbarco, come confermano le tracce di demolizione meglio evidenziate dalle operazioni di restauro, ma anche un carico che doveva comprendere qualche statua pressoché intera, frammentatasi presumibilmente durante il naufragio.
Un carico di pregio artistico intrinseco, anche se appare sempre più convincente l'ipotesi che doveva essere destinato a qualche fonderia per essere utilizzato per la fusione. Non bisogna escludere che la meta fosse proprio Brindisi, citata già da Plinio per i suoi specchi bronzei (aes brundisium è forse l'etimologia medievale della parola bronzo) e nell'età sveva e angioina attivissima zecca. Il carico comunque si rivelava troppo pesante per una imbarcazione che, sorpresa nei pressi del porto di Brindisi da un improvviso fortunale, veniva trascinata all'altezza del promontorio di Punta Penne e in località Punta del Serrone perdeva parte del carico o verosimilmente, al contrario, forse nel tentativo di trovare un riparo, se ne liberava in tutto o in parte per alleggerire il peso. In ogni caso, si ignora se l'imbarcazione abbia potuto proseguire indenne la sua navigazione, mancando nel contesto delle ricerche il rinvenimento di qualsiasi traccia dello scafo e dell'attrezzatura marinara.
Sono esposti dopo lungo e laborioso restauro: una statua raffigurante Lucio Emilio Paolo, il console romano che nel 168 a.C. trionfò nella terza guerra macedonica (ricomposta durante le operazioni di restauro da due pezzi: il torso e la testa, recuperati in due punti diversi dello scavo); un'altra di un civis romanus nelle vesti di togato; due teste di personaggi con barba fluente, che riprendono il tipo figurativo del filosofo, databili fra il IV e il III secolo a.C.; due teste-ritratto di personaggi maschili di età imperiale romana, l'uno appartenente alla dinastia Giulio-Claudia (primi decenni del I secolo) e l'altra che presenta forti somiglianze con l'imperatore Caracalla; due teste di personaggi femminili di III-IV secolo e una testa di bambina; un'ala pertinente ad una statua di Vittoria e numerosi frammenti di arti inferiori e superiori e frammenti di panneggi.